# Домселар, Якоб ван
Якоб ван Домселар (нидерл. Jakob van Domselaer; 15 апреля 1890, Нейкерк, провинция Гелдерланд — 5 января 1960, Берген, Северная Голландия) — нидерландский композитор.
Учился игре на фортепиано у Томаса Йохана Давида Эндерле в Нейкерке, игре на органе в Амерсфорте у Виллема Петри, композиции в Утрехте у Йохана Вагенара. По рекомендации последнего отправился в 1911 году в Берлин совершенствовать своё мастерство под руководством Фредерика Ламонда. Познакомившись в Берлине с Ферруччо Бузони и Арнольдом Шёнбергом, в 1914 году стал первым исполнителем их фортепианных произведений в Нидерландах.
К 1912 году относится знакомство Домселара в Париже с Питом Мондрианом. Под его влиянием Домселар написал в 1913—1916 гг. девять фортепианных пьес, получивших в итоге общее название «Опыты стиля» (нидерл. Proeven van Stijlkunst), — по мнению самого Мондриана, музыка Домселара, с её отказом от мелодии в качестве своего основания, стала звуковым выражением принципов неопластицизма. Впервые Домселар представил слушателям часть этих пьес на своём концерте в Лондоне в 1914 г. Наряду с автором пьесы из этого цикла нередко исполняла Нелли ван Дусбург, жена одного из основателей неопластицизма Тео ван Дусбурга. Первые три фортепианные сонаты, написанные в 1918—1919 гг., знаменуют отход Домселара от группы «Стиль».
В последние 40 лет жизни Домселар активно сочинял сонаты, сюиты и вариации для фортепиано, большинство которых не было исполнено при жизни автора, как и его Симфония (1921), впервые прозвучавшая только в 2002 году. Возрождение интереса к творчеству Домселара относится уже к XXI веку; альбом с его музыкой записал пианист Кес Виринга.
Из учеников Домселара наиболее значителен занимавшийся у него в 1940-е гг. Симеон тен Холт.